# Colombia en los Juegos Olímpicos de Londres 2012
Colombia participó en los Juegos Olímpicos de Londres 2012. El organismo responsable del equipo olímpico fue el Comité Olímpico Colombiano, así como las federaciones deportivas nacionales de cada deporte con participación. Los Juegos Olímpicos de Londres 2012 se convirtieron en la segunda mejor presentación de una delegación colombiana hasta el momento, con sus nueve medallas logradas (la última de plata fue obtenida después que Ubaldina Valoyes la recibiera a causa de dopaje de las competidoras del podio), superando la marca de 3 medallas obtenidas en Múnich 1972. También significó que Colombia lograra su segundo oro olímpico, después de los Juegos Olímpicos de Sídney 2000.
Con el oro ganado en BMX, Colombia fue uno de los 54 países en esta edición que ganó al menos una presea dorada.
En comparación con los otros 17 países de Hispanoamérica, Colombia obtuvo las mismas preseas doradas (1) que Venezuela, República Dominicana, Argentina, México; y 4 menos que Cuba. Con esto dicho, los otros 13 países con la misma distinción no obtuvieron medallas de oro.

## Medallistas
| Medalla           | Nombre             | Deporte      | Evento           | Fecha        |
| ----------------- | ------------------ | ------------ | ---------------- | ------------ |
| Medalla de oro    | Mariana Pajon      | Ciclismo     | BMX              | 10 de agosto |
| Medalla de plata  | Rigoberto Urán     | Ciclismo     | Ciclismo de ruta | 28 de julio  |
| Medalla de plata  | Óscar Figueroa     | Halterofilia | 62 kg masculino  | 30 de julio  |
| Medalla de plata  | Caterine Ibargüen  | Atletismo    | Triple salto     | 5 de agosto  |
| Medalla de bronce | Yuri Alvear        | Judo         | 70 kg femenino   | 1 de agosto  |
| Medalla de bronce | Óscar Muñoz        | Taekwondo    | 58 kg masculino  | 8 de agosto  |
| Medalla de bronce | Jackeline Rentería | Lucha        | 55 kg femenino   | 9 de agosto  |
| Medalla de bronce | Carlos Oquendo     | Ciclismo     | BMX              | 10 de agosto |
| Medalla de bronce | Ubaldina Valoyes   | Halterofilia | 69 kg femenino   | 1 de agosto  |

## Medallas por Deporte
| Deporte      |   |   |   | Total |
| Ciclismo     | 1 | 1 | 1 | 3     |
| Halterofilia | 0 | 1 | 1 | 2     |
| Atletismo    | 0 | 1 | 0 | 1     |
| Judo         | 0 | 0 | 1 | 1     |
| Taekwondo    | 0 | 0 | 1 | 1     |
| Lucha        | 0 | 0 | 1 | 1     |
| Total        | 1 | 3 | 5 | 9     |

## Diplomas olímpicos
| Puesto | Nombre                                                                | Deporte      | Evento                         |
| ------ | --------------------------------------------------------------------- | ------------ | ------------------------------ |
| 6      | Rusmeris Villar                                                       | Halterofilia | 53 kg femenino                 |
| 6      | Andrés Eduardo Jiménez                                                | Ciclismo     | BMX                            |
| 7      | Sergio Rada                                                           | Halterofilia | 56 kg masculino                |
| 8      | Carlos Berna                                                          | Halterofilia | 56 kg masculino                |
| 8      | Juan Esteban Arango Edwin Ávila Arles Castro Weimar Roldán Kevin Ríos | Ciclismo     | 4000 m persecución por equipos |

## Participantes

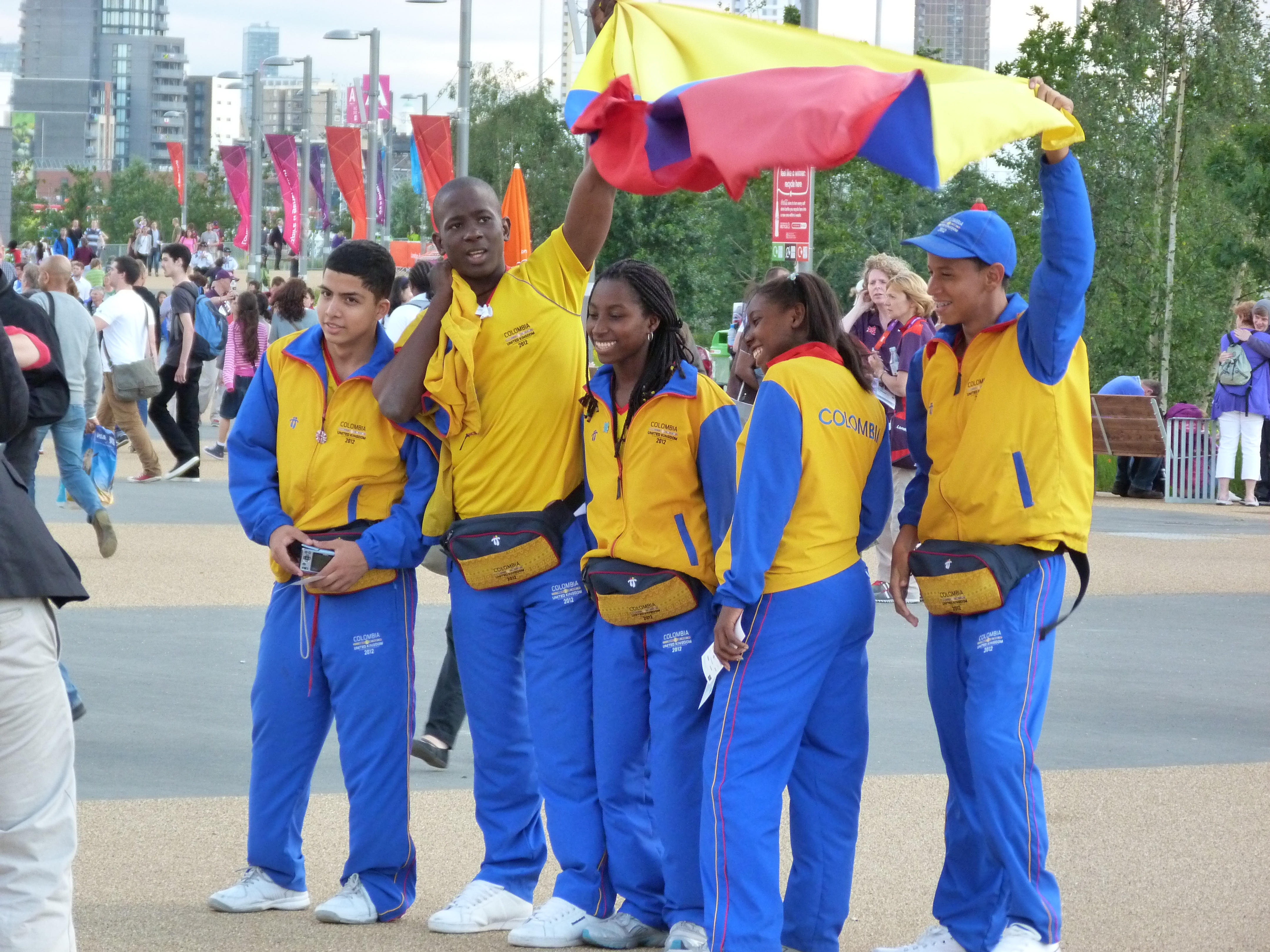
Participantes colombianos en los Juegos Olímpicos de 2012.

Según la página del Comité Olímpico Colombiano, este es el listado de deportistas Colombianos clasificados al evento:
| N.º | Deporte             | Hombres | Mujeres | TOTAL |
| 1   | Atletismo           | 11      | 22      | 33    |
| 2   | Boxeo               | 3       | 0       | 3     |
| 3   | Ciclismo en ruta    | 3       | 0       | 3     |
| 3   | Ciclismo de montaña | 1       | 1       | 2     |
| 3   | Ciclismo BMX        | 2       | 1       | 3     |
| 4   | Esgrima             | 0       | 1       | 1     |
| 5   | Fútbol              | 0       | 18      | 18    |
| 6   | Gimnasia artística  | 1       | 1       | 2     |
| 7   | Halterofilia        | 4       | 4       | 8     |
| 8   | Hípica              | 2       | 0       | 2     |
| 9   | Lucha               | 0       | 3       | 3     |
| 10  | Natación            | 2       | 1       | 3     |
| 10  | Saltos              | 2       | 0       | 2     |
| 11  | Taekwondo           | 1       | 0       | 1     |
| 12  | Tenis               | 3       | 1       | 4     |
| 13  | Tenis de mesa       | 0       | 1       | 1     |
| 14  | Tiro                | 1       | 0       | 1     |
| 15  | Tiro con arco       | 1       | 1       | 2     |
| 16  | Triatlón            | 1       | 0       | 1     |
| 17  | Vela                | 2       | 0       | 2     |
|     | TOTAL               | 38      | 55      | 102   |

## Participantes según deporte

### Atletismo
Carreras y marcha
| Atletas                                                           | Tipo              | Eliminatoria  | Eliminatoria  | Semifinal     | Semifinal     | Final         | Final         | Rango |
| Atletas                                                           | Tipo              | Tiempo        | Rango         | Tiempo        | Rango         | Tiempo        | Rango         | Rango |
| ----------------------------------------------------------------- | ----------------- | ------------- | ------------- | ------------- | ------------- | ------------- | ------------- | ----- |
| Femenino                                                          |                   |               |               |               |               |               |               |       |
| Yomara Hinestroza                                                 | 100 m             | 11.56         | 43            | eliminada     | eliminada     | eliminada     | eliminada     | 43    |
| Norma González                                                    | 200 m             | 23.46         | 36            | eliminada     | eliminada     | eliminada     | eliminada     | 36    |
| Jennifer Padilla                                                  | 400 m             | descalificada | descalificada | descalificada | descalificada | descalificada | descalificada | DSQ   |
| Rosibel García                                                    | 800 m             | 2:01:30       | 3             | 2:00.16       | 3             | eliminada     | eliminada     | 12    |
| Erika Abril                                                       | Maratón           | n/a           | n/a           | n/a           | n/a           | 2:33:33       | 51            | 51    |
| Yolanda Caballero                                                 | Maratón           | n/a           | n/a           | n/a           | n/a           | eliminadas    | eliminadas    | DNF   |
| Alejandra Idrobo Darlenys Obregón Eliecith Palacios Nelcy Caicedo | 4 × 100 m         | 43.21         | 5             | n/a           | n/a           | eliminadas    | eliminadas    | 11    |
| Briggite Merlano                                                  | 100 m vallas      | 13.21         | 6             | eliminada     | eliminada     | eliminada     | eliminada     | 24    |
| Lina Flores                                                       | 100 m vallas      | 13.17         | 6             | eliminada     | eliminada     | eliminada     | eliminada     | 23    |
| Princesa Oliveiros                                                | 400 m vallas      | 58.95         | 8             | eliminada     | eliminada     | eliminada     | eliminada     | 38    |
| Ángela Figueroa                                                   | 3000 m obstáculos | 10:25.60      | 15            | n/a           | n/a           | eliminada     | eliminada     | 43    |
| Lorena Arenas                                                     | 20 km marcha      | n/a           | n/a           | n/a           | n/a           | 1:33:21       | 32            | 32    |
| Ingrid Hernández                                                  | 20 km marcha      | n/a           | n/a           | n/a           | n/a           | 1:33:34       | 34            | 34    |
| Arabelly Orjuela                                                  | 20 km marcha      | n/a           | n/a           | n/a           | n/a           | 1:35:05       | 43            | 43    |
| Masculino                                                         |                   |               |               |               |               |               |               |       |
| Isidro Montoya                                                    | 100 m             | 10.54         | 7             | eliminado     | eliminado     | eliminado     | eliminado     | 45    |
| Diego Palomeque                                                   | 400 m             | descalificado | descalificado | descalificado | descalificado | descalificado | descalificado | DSQ   |
| Rafith Rodríguez                                                  | 800 m             | 1:47.70       | 6             | n/a           | n/a           | eliminado     | eliminado     | 30    |
| Juan Carlos Cardona                                               | Maratón           | n/a           | n/a           | n/a           | n/a           | 2:40:13       | 83            | 83    |
| Paulo César Villar                                                | 400 m vallas      | 13.55         | 22            | 13.63         | 20            | eliminado     | eliminado     |       |
| Eider Arévalo                                                     | 20 km marcha      | n/a           | n/a           | n/a           | n/a           | 1:22:00       | 20            | 20    |
| Luis Fernando López                                               | 20 km marcha      | n/a           | n/a           | n/a           | n/a           | descalificado | descalificado | DSQ   |
| James Rendón                                                      | 20 km marcha      | n/a           | n/a           | n/a           | n/a           | 1:22:54       | 28            | 28    |
| Freddy Hernández                                                  | 50 km marcha      | n/a           | n/a           | n/a           | n/a           | 3:56:00       | 33            | 33    |

Saltos y lanzamientos
| Atletas           | Tipo                    | Calificación    | Calificación | Final           | Final     | Rango       |
| Atletas           | Tipo                    | Longitud/Altura | Rango        | Longitud/Altura | Rango     | Rango       |
| ----------------- | ----------------------- | --------------- | ------------ | --------------- | --------- | ----------- |
| Femenino          |                         |                 |              |                 |           |             |
| Ely Johana Moreno | Lanzamiento de martillo | 68.53m          | 9            | eliminada       | eliminada | 18          |
| Flor Denis Ruíz   | Lanzamiento de jabalina | 54.34m          | 16           | eliminada       | eliminada | 32          |
| Sandra Lemus      | Lanzamiento de bala     | 16.50           | 15           | eliminada       | eliminada | 28          |
| Caterine Ibargüen | Triple salto            | 14.42m          | 4            | 14.80m          | 2         | 02 ! [ 10 ] |
| Masculino         |                         |                 |              |                 |           |             |
| Wanner Miller     | Salto de altura         | 2.26            | 12           | 2.25            | 9         | 9           |
| Dyron Márquez     | Lanzamiento de jabalina | 77.59           | 26           | eliminado       | eliminado | 26          |

### Boxeo
| Atletas                 | Tipo             | 1.ª ronda  | 1.ª ronda | Octavos de final | Octavos de final | Cuartos de final | Cuartos de final | Semifinal | Semifinal | Final     | Final     | Rango |
| Atletas                 | Tipo             | Oponente   | Resultado | Oponente         | Resultado        | Oponente         | Resultado        | Oponente  | Resultado | Oponente  | Resultado | Rango |
| ----------------------- | ---------------- | ---------- | --------- | ---------------- | ---------------- | ---------------- | ---------------- | --------- | --------- | --------- | --------- | ----- |
| Eduar Marriaga Campo    | Peso ligero      | Arias      | 8:17      | eliminado        | eliminado        | eliminado        | eliminado        | eliminado | eliminado | eliminado | eliminado |       |
| César Villarraga Aldana | Peso superligero | Iglesias   | 9:20      | eliminado        | eliminado        | eliminado        | eliminado        | eliminado | eliminado | eliminado | eliminado |       |
| Jeysson Monroy Varela   | Peso semipesado  | Rouzbahani | 10:12     | eliminado        | eliminado        | eliminado        | eliminado        | eliminado | eliminado | eliminado | eliminado |       |

### Ciclismo

#### BMX
| Atletas                | Tipo | Calificación | Calificación | Cuartos de final | Cuartos de final | Semifinal | Semifinal | Final  | Final | Rango             |
| Atletas                | Tipo | Tiempo       | Rango        | Puntos           | Rango            | Puntos    | Rango     | Tiempo | Rango | Rango             |
| ---------------------- | ---- | ------------ | ------------ | ---------------- | ---------------- | --------- | --------- | ------ | ----- | ----------------- |
| Masculino              |      |              |              |                  |                  |           |           |        |       |                   |
| Carlos Mario Oquendo   | Race | 38.775       | 14           | 17               | 3                | 11        | 4         | 38.251 | 3     | Medalla de bronce |
| Andrés Eduardo Jiménez | Race | 38.445       | 5            | 21               | 4                | 12        | 4         | 53.377 | 6     | 6                 |
| Femenino               |      |              |              |                  |                  |           |           |        |       |                   |
| Mariana Pajón          | Race | 38.787       | 3            | n/a              | n/a              | 3         | 1         | 37.706 | 1     | Medalla de oro    |

#### Ciclismo en pista
| Atletas                                                               | Tipo                    | Calificación | Calificación | Final      | Final      | Rango |
| Atletas                                                               | Tipo                    | Tiempo       | Rango        | Tiempo     | Rango      | Rango |
| --------------------------------------------------------------------- | ----------------------- | ------------ | ------------ | ---------- | ---------- | ----- |
| Femenino                                                              |                         |              |              |            |            |       |
| Juliana Gaviria                                                       | Velocidad individual    | 11.376       | 13           | eliminada  | eliminada  | 13    |
| Juliana Gaviria                                                       | Keirin                  | 11.376       | 6            | eliminadas | eliminadas | 17    |
| Diana García Juliana Gaviria                                          | Velocidad por equipos   | 34.870       | 10           | eliminadas | eliminadas | 10    |
| Masculino                                                             |                         |              |              |            |            |       |
| Fabián Puerta                                                         | Keirin                  |              | 3            |            | 5          | 15    |
| Juan Esteban Arango Edwin Ávila Arles Castro Weimar Roldán Kevin Ríos | Persecución por equipos | 4:03.712     | 7            | 4:05.485   | 8          | 8     |

3000 m persecución individual
| Ómnium masculino    |        |    |     |    |    |          |   |    |          |    |    |    |
| Juan Esteban Arango | 13.469 | 8  | −18 | 17 | 13 | 4:25.477 | 4 | 11 | 1:03.793 | 7  | 60 | 10 |
| Ómnium femenino     |        |    |     |    |    |          |   |    |          |    |    |    |
| María Luisa Calle   | 15.559 | 18 | 22  | 8  | 14 | 3:40.349 | 7 | 11 | 37.937   | 18 | 76 | 16 |

#### Ciclismo de montaña
| Atletas       | Tipo                     | Tiempo  | Rango |
| ------------- | ------------------------ | ------- | ----- |
| Femenino      |                          |         |       |
| Laura Abril   | Campo a través femenino  | n/a     | DNF   |
| Masculino     |                          |         |       |
| Leonardo Páez | Campo a través masculino | 1:36:02 | 28    |

#### Ciclismo en ruta
| Atletas        | Tipo             | Tiempo   | Rango            |
| -------------- | ---------------- | -------- | ---------------- |
| Masculino      |                  |          |                  |
| Fabio Duarte   | Contrarreloj     | 57:34.20 | 35               |
| Fabio Duarte   | Ciclismo en ruta | n/a      | DNF              |
| Rigoberto Urán | Ciclismo en ruta | 5:45.57  | Medalla de plata |
| Sergio Henao   | Ciclismo en ruta | 5:46.05  | 16               |

### Equitación
| Atletas             | Caballo       | Calificación | Calificación | Calificación | Calificación | Calificación | Calificación | Calificación | Calificación | Final     | Final     | Final     | Final     | Final     | Total | Total |
| Atletas             | Caballo       | 1.ª ronda    | 1.ª ronda    | 2.ª ronda    | 2.ª ronda    | 2.ª ronda    | 3.ª ronda    | 3.ª ronda    | 3.ª ronda    | ronda A   | ronda A   | ronda B   | ronda B   | ronda B   | Total | Total |
| Atletas             | Caballo       | Pen.         | Rango        | Pen.         | Total        | Rango        | Pen.         | Total        | Rango        | Pen.      | Rango     | Pen.      | Total     | Rango     | Pen.  | Rango |
| ------------------- | ------------- | ------------ | ------------ | ------------ | ------------ | ------------ | ------------ | ------------ | ------------ | --------- | --------- | --------- | --------- | --------- | ----- | ----- |
| Saltos individuales |               |              |              |              |              |              |              |              |              |           |           |           |           |           |       |       |
| Daniel Bluman       | Sancha        | 0            | =1           | 1            | 1            | =13          | 4            | 5            | =7           | 4         | 11        | 9         | 13        | 20        | 13    | 20    |
| Rodrigo Díaz        | Royal Vincken | 1            | =33          | 10           | 11           | =53          | eliminado    | eliminado    | eliminado    | eliminado | eliminado | eliminado | eliminado | eliminado | 11    | =53   |

### Esgrima
| Atletas               | Tipo               | 1.ª ronda | 1.ª ronda | 2.ª ronda      | 2.ª ronda | Octavos de final | Octavos de final | Cuartos de final | Cuartos de final | Semifinal | Semifinal | Final     | Final     | Rango |
| Atletas               | Tipo               | Oponente  | Resultado | Oponente       | Resultado | Op.              | Res.             | Op.              | Res.             | Op.       | Res.      | Op.       | Res.      | Rango |
| --------------------- | ------------------ | --------- | --------- | -------------- | --------- | ---------------- | ---------------- | ---------------- | ---------------- | --------- | --------- | --------- | --------- | ----- |
| Saskia Loretta García | Florete individual | liberada  | liberada  | C. Golubytskyi | 9:14      | eliminada        | eliminada        | eliminada        | eliminada        | eliminada | eliminada | eliminada | eliminada |       |

### Fútbol
| Tipo             | Femenino |
| ---------------- | --- |
| Atletas          | Stefany Castaño Tatiana Ariza Natalia Gaitán Natalia Ariza Nataly Arias Daniela Montoya Oriánica Velásquez Yoreli Rincón Carmen Rodallega Catalina Usme Liana Salazar Sandra Sepúlveda Yulieth Domínguez Kelis Peduzine Ingrid Vidal Lady Andrade Melissa Ortiz Ana María Montoya |
| Entrenador       | Ricardo Rozo |
| Primera fase     | Corea del Norte 0:2 (0:1) Estados Unidos 0:3 (0:1) Francia 0:1 |
| Cuartos de final | eliminadas |
| Semifinal        | eliminadas |
| Final            | eliminadas |

### Gimnasia
| Atletas            | Tipo                | Calificación | Calificación | Final     | Final     | Rango |
| Atletas            | Tipo                | Puntos       | Rango        | Puntos    | Rango     | Rango |
| ------------------ | ------------------- | ------------ | ------------ | --------- | --------- | ----- |
| Femenino           |                     |              |              |           |           |       |
| Jessica Gil        | Concurso individual | 51.498       | 42           | eliminada | eliminada | 42    |
| Masculino          |                     |              |              |           |           |       |
| Jorge Hugo Giraldo | Concurso individual | 83.098       | 33           | eliminado | eliminado | 33    |

### Halterofilia
| Atletas          | Tipo  | Arrancada | Arrancada | Dos tiempos | Dos tiempos | Total olímpico | Total olímpico    |
| Atletas          | Tipo  | Peso      | Rango     | Peso        | Rango       | Peso           | Rango             |
| ---------------- | ----- | --------- | --------- | ----------- | ----------- | -------------- | ----------------- |
| Femenino         |       |           |           |             |             |                |                   |
| Rusmeris Villar  | 53 kg | 87        | 8         | 109         | 8           | 196            | 6                 |
| Jackelin Heredia | 58 kg | 100       | 9         | 125         | 9           | 225            | 10                |
| Lina Rivas       | 58 kg | 103       | 4         | DNF         | DNF         | DNF            | DNF               |
| Ubaldina Valoyes | 69 kg | 111       | 6         | 135         | 6           | 246            | Medalla de bronce |
| Masculino        |       |           |           |             |             |                |                   |
| Carlos Berna     | 56 kg | 118       | 10        | 150         | 7           | 268            | 8                 |
| Sergio Rada      | 56 kg | 118       | 10        | 151         | 6           | 269            | 7                 |
| Óscar Figueroa   | 62 kg | 140       | 3         | 177         | 1           | 317            | Medalla de plata  |
| Doyler Sánchez   | 69 kg | 138       | 15        | 170         | 13          | 308            | 14                |

### Judo
| Atletas        | Tipo   | 1.ª ronda | 1.ª ronda   | 2.ª ronda | 2.ª ronda   | Cuartos de final | Cuartos de final | Repesca semifinal | Repesca semifinal | Semifinal | Semifinal | Repesca final | Repesca final | Final     | Final     | Rango             |
| Atletas        | Tipo   | Oponente  | Resultado   | Oponente  | Resultado   | Oponente         | Resultado        | Oponente          | Resultado         | Op.       | Res.      | Oponente      | Resultado     | Op.       | Res.      | Rango             |
| -------------- | ------ | --------- | ----------- | --------- | ----------- | ---------------- | ---------------- | ----------------- | ----------------- | --------- | --------- | ------------- | ------------- | --------- | --------- | ----------------- |
| Femenino       |        |           |             |           |             |                  |                  |                   |                   |           |           |               |               |           |           |                   |
| Yadinis Amaris | -57 kg | liberada  | liberada    | Malloy    | 0000 - 1000 | eliminada        | eliminada        | eliminada         | eliminada         | eliminada | eliminada | eliminada     | eliminada     | eliminada | eliminada |                   |
| Yuri Alvear    | -70 kg | Mazzoleni | 1100 - 0000 | Moreira   | 1000 - 0001 | Décosse          | 0000 - 1000      | Sraka             | 1000 - 0001       | n/a       | n/a       | Fei           | 0110 - 0001   | n/a       | n/a       | Medalla de bronce |

### Lucha
| Atletas               | Tipo  | Eliminatoria | Eliminatoria | Octavos de final | Octavos de final | Cuartos de final | Cuartos de final | Semifinal | Semifinal | Respesca  | Respesca  | Respesca          | Respesca          | Final     | Final     | Rango       |
| Atletas               | Tipo  | Eliminatoria | Eliminatoria | Octavos de final | Octavos de final | Cuartos de final | Cuartos de final | Semifinal | Semifinal | Ronda 2   | Ronda 2   | Medalla de Bronce | Medalla de Bronce | Final     | Final     | Rango       |
| Atletas               | Tipo  | Rival        | Resultado    | Rival            | Resultado        | Rival            | Resultado        | Rival     | Resultado | Riv.      | Res.      | Rival             | Resultado         | Riv.      | Res.      | Rango       |
| --------------------- | ----- | ------------ | ------------ | ---------------- | ---------------- | ---------------- | ---------------- | --------- | --------- | --------- | --------- | ----------------- | ----------------- | --------- | --------- | ----------- |
| Estilo libre femenino |       |              |              |                  |                  |                  |                  |           |           |           |           |                   |                   |           |           |             |
| Carolina Castillo     | 48 kg | Davaasukh    | 3PP - 1      | eliminada        | eliminada        | eliminada        | eliminada        | eliminada | eliminada | eliminada | eliminada | eliminada         | eliminada         | eliminada | eliminada | 11          |
| Jackeline Rentería    | 55 kg | n/a          | n/a          | Han              | 3PP - 1          | Antes            | 1 - 3PP          | Verbeek   | 0 - 3PO   | n/a       | n/a       | Lazareva          | 1 - 3PP           | n/ao      | n/ao      | 03 ! [ 14 ] |
| Ana Talia Betancur    | 72 kg | n/a          | n/a          | Unda             | 0 - 3PO          | eliminada        | eliminada        | eliminada | eliminada | eliminada | eliminada | eliminada         | eliminada         | eliminada | eliminada | 17          |

### Natación
| Atletas                 | Tipo             | Preliminares | Preliminares | Semifinal | Semifinal | Final     | Final     | Rango |
| Atletas                 | Tipo             | Tiempo       | Rango        | Tiempo    | Rango     | Tiempo    | Rango     | Rango |
| ----------------------- | ---------------- | ------------ | ------------ | --------- | --------- | --------- | --------- | ----- |
| Femenino                |                  |              |              |           |           |           |           |       |
| Carolina Colorado Henao | 100 m espalda    | 1:01.81      | 3            | eliminada | eliminada | eliminada | eliminada | 28    |
| Carolina Colorado Henao | 200 m espalda    | 2:13.64      | 2            | eliminada | eliminada | eliminada | eliminada | 27    |
| Masculino               |                  |              |              |           |           |           |           |       |
| Mateo de Angulo         | 400 m libre      | 3:57.76      | 2            | eliminado | eliminado | eliminado | eliminado | 26    |
| Omar Pinzón             | 100 m espalda    | 55.37        | 2            | eliminado | eliminado | eliminado | eliminado | 32    |
| Omar Pinzón             | 200 m espalda    | 1:58.20      | 15           | 1:58.99   | 8         | eliminado | eliminado | 16    |
| Omar Pinzón             | 200 m mariposa   | 2:02.32      | 34           | eliminado | eliminado | eliminado | eliminado | 34    |
| Omar Pinzón             | 200 m individial |              |              |           |           |           |           | DNP   |

#### Saltos
| Atletas         | Tipo            | Preliminares | Preliminares | Semifinal | Semifinal | Final     | Final     | Rango |
| Atletas         | Tipo            | Puntos       | Rango        | Puntos    | Rango     | Puntos    | Rango     | Rango |
| --------------- | --------------- | ------------ | ------------ | --------- | --------- | --------- | --------- | ----- |
| Masculino       |                 |              |              |           |           |           |           |       |
| Sebastián Villa | Trampolín 3 m   | 414.90       | 21           | eliminado | eliminado | eliminado | eliminado | 21    |
| Sebastián Villa | Plataforma 10 m | 419.25       | 22           | eliminado | eliminado | eliminado | eliminado | 22    |
| Víctor Ortega   | Plataforma 10 m | 450.60       | 12           | 439.55    | 17        | eliminado | eliminado | 17    |

### Taekwondo
| Atletas     | Tipo  | Ronda previa | Ronda previa | Cuartos de final | Cuartos de final | Semifinal | Semifinal | Repesca          | Repesca          | Repesca           | Repesca           | Final | Final | Rango       |
| Atletas     | Tipo  | Ronda previa | Ronda previa | Cuartos de final | Cuartos de final | Semifinal | Semifinal | Cuartos de final | Cuartos de final | Medalla de bronce | Medalla de bronce | Final | Final | Rango       |
| Atletas     | Tipo  | Oponente     | Resultado    | Oponente         | Resultado        | Oponente  | Resultado | Op.              | Res.             | Oponente          | Resultado         | Op.   | Res.  | Rango       |
| ----------- | ----- | ------------ | ------------ | ---------------- | ---------------- | --------- | --------- | ---------------- | ---------------- | ----------------- | ----------------- | ----- | ----- | ----------- |
| Masculino   |       |              |              |                  |                  |           |           |                  |                  |                   |                   |       |       |             |
| Óscar Muñoz | 58 kg | Mokad        | 1 - 8        | Al-Kubati        | 14 - 2           | González  | 13 - 4    | n/a              | n/a              | Karaket           | 4 - 6             | n/a   | n/a   | 03 ! [ 17 ] |

### Tenis
| Atletas                               | Tipo       | 1.ª ronda     | 1.ª ronda     | 2.ª ronda  | 2.ª ronda     | Octavos de final | Octavos de final | Cuartos de final | Cuartos de final | Semifinal  | Semifinal  | Final      | Final      |
| Atletas                               | Tipo       | Oponente      | Resultado     | Oponente   | Resultado     | Op.              | Res.             | Op.              | Res.             | Op.        | Res.       | Op.        | Res.       |
| ------------------------------------- | ---------- | ------------- | ------------- | ---------- | ------------- | ---------------- | ---------------- | ---------------- | ---------------- | ---------- | ---------- | ---------- | ---------- |
| Femenino                              |            |               |               |            |               |                  |                  |                  |                  |            |            |            |            |
| Mariana Duque                         | Individual | M. Kirilenko  | 0:6, 1:1      | eliminada  | eliminada     | eliminada        | eliminada        | eliminada        | eliminada        | eliminada  | eliminada  | eliminada  | eliminada  |
| Masculino                             |            |               |               |            |               |                  |                  |                  |                  |            |            |            |            |
| Alejandro Falla                       | Individual | R. Federer    | 3:6, 7:5, 3:6 | eliminado  | eliminado     | eliminado        | eliminado        | eliminado        | eliminado        | eliminado  | eliminado  | eliminado  | eliminado  |
| Santiago Giraldo                      | Individual | R. Harrison   | 7:5, 6:3      | S. Darcis  | 7:6, 4:6, 4:6 | eliminado        | eliminado        | eliminado        | eliminado        | eliminado  | eliminado  | eliminado  | eliminado  |
| Juan Sebastián Cabal Santiago Giraldo | Doble      | Čilić / Dodig | 6:3, 6:4      | eliminados | eliminados    | eliminados       | eliminados       | eliminados       | eliminados       | eliminados | eliminados | eliminados | eliminados |

### Tenis de mesa
| Atletas      | Tipo       | 1.ª ronda  | 1.ª ronda | 2.ª ronda | 2.ª ronda | 3.ª ronda | 3.ª ronda | 4.ª ronda | 4.ª ronda | Cuartos de final | Cuartos de final | Semifinal | Semifinal | Final     | Final     |
| Atletas      | Tipo       | Oponente   | Resultado | Op.       | Res.      | Op.       | Res.      | Op.       | Res.      | Op.              | Res.             | Op.       | Res.      | Op.       | Res.      |
| ------------ | ---------- | ---------- | --------- | --------- | --------- | --------- | --------- | --------- | --------- | ---------------- | ---------------- | --------- | --------- | --------- | --------- |
| Femenino     |            |            |           |           |           |           |           |           |           |                  |                  |           |           |           |           |
| Paula Medina | Individual | T. Bilenko | 1:4       | eliminada | eliminada | eliminada | eliminada | eliminada | eliminada | eliminada        | eliminada        | eliminada | eliminada | eliminada | eliminada |

### Tiro
| Atletas     | Tipo | Calificación | Calificación | Semifinal | Semifinal | Final     | Final     | Anillos | Rango |
| Atletas     | Tipo | Anillos      | Rango        | Anillos   | Rango     | Anillos   | Rango     | Anillos | Rango |
| ----------- | ---- | ------------ | ------------ | --------- | --------- | --------- | --------- | ------- | ----- |
| Masculino   |      |              |              |           |           |           |           |         |       |
| Danilo Caro | Foso | 69           | 28           | 115       | 29        | eliminado | eliminado | 115     | 29    |

### Tiro con arco
| Atletas              | Calificación | Calificación | 1.ª ronda       | 1.ª ronda         | 2.ª ronda | 2.ª ronda | Octavos de final | Octavos de final | Cuartos de final | Cuartos de final | Semifinal | Semifinal | Final     | Final     | Rango |
| Atletas              | Anillos      | Rango        | Oponente        | Resultado         | Op.       | Res.      | Op.              | Res.             | Op.              | Res.             | Op.       | Res.      | Op.       | Res.      | Rango |
| -------------------- | ------------ | ------------ | --------------- | ----------------- | --------- | --------- | ---------------- | ---------------- | ---------------- | ---------------- | --------- | --------- | --------- | --------- | ----- |
| Femenino individual  |              |              |                 |                   |           |           |                  |                  |                  |                  |           |           |           |           |       |
| Ana María Rendón     | 657          | 12           | Iria Grandal    | 0:2, 2:0, 0:2 0:2 | eliminada | eliminada | eliminada        | eliminada        | eliminada        | eliminada        | eliminada | eliminada | eliminada | eliminada |       |
| Masculino individual |              |              |                 |                   |           |           |                  |                  |                  |                  |           |           |           |           |       |
| Daniel Pineda        | 664          | 32           | Cheng-Pang Wang | 0:6               | eliminado | eliminado | eliminado        | eliminado        | eliminado        | eliminado        | eliminado | eliminado | eliminado | eliminado |       |

### Triatlón
| Atletas          | Tipo       | Tiempo  | Rango |
| ---------------- | ---------- | ------- | ----- |
| Masculino        |            |         |       |
| Carlos Quinchara | Individual | 1:54:10 | 53    |

### Vela
| Atletas         | Tipo  | Race | Race | Race | Race | Race | Race | Race | Race | Race | Race | Race  | Race | Race  | Medal Race | Medal Race | Puntos | Rango |
| Atletas         | Tipo  | 1    | 2    | 3    | 4    | 5    | 6    | 7    | 8    | 9    | 10   | Total | Neto | Rango | Puntos     | Rango      | Puntos | Rango |
| --------------- | ----- | ---- | ---- | ---- | ---- | ---- | ---- | ---- | ---- | ---- | ---- | ----- | ---- | ----- | ---------- | ---------- | ------ | ----- |
| Masculino       |       |      |      |      |      |      |      |      |      |      |      |       |      |       |            |            |        |       |
| Santiago Grillo | RS:X  | 35   | 34   | 34   | 33   | DSQ  | 37   | 30   | 36   | DNF  | 24   | 341   | 302  | 37    | eliminado  | eliminado  | 302    | 37    |
| Andrey Quintero | Láser | 40   | 31   | 37   | 25   | 39   | 41   | 37   | 39   | DNF  | 37   | 375   | 325  | 40    | eliminado  | eliminado  | 325    | 40    |